# Czesław Witoszyński

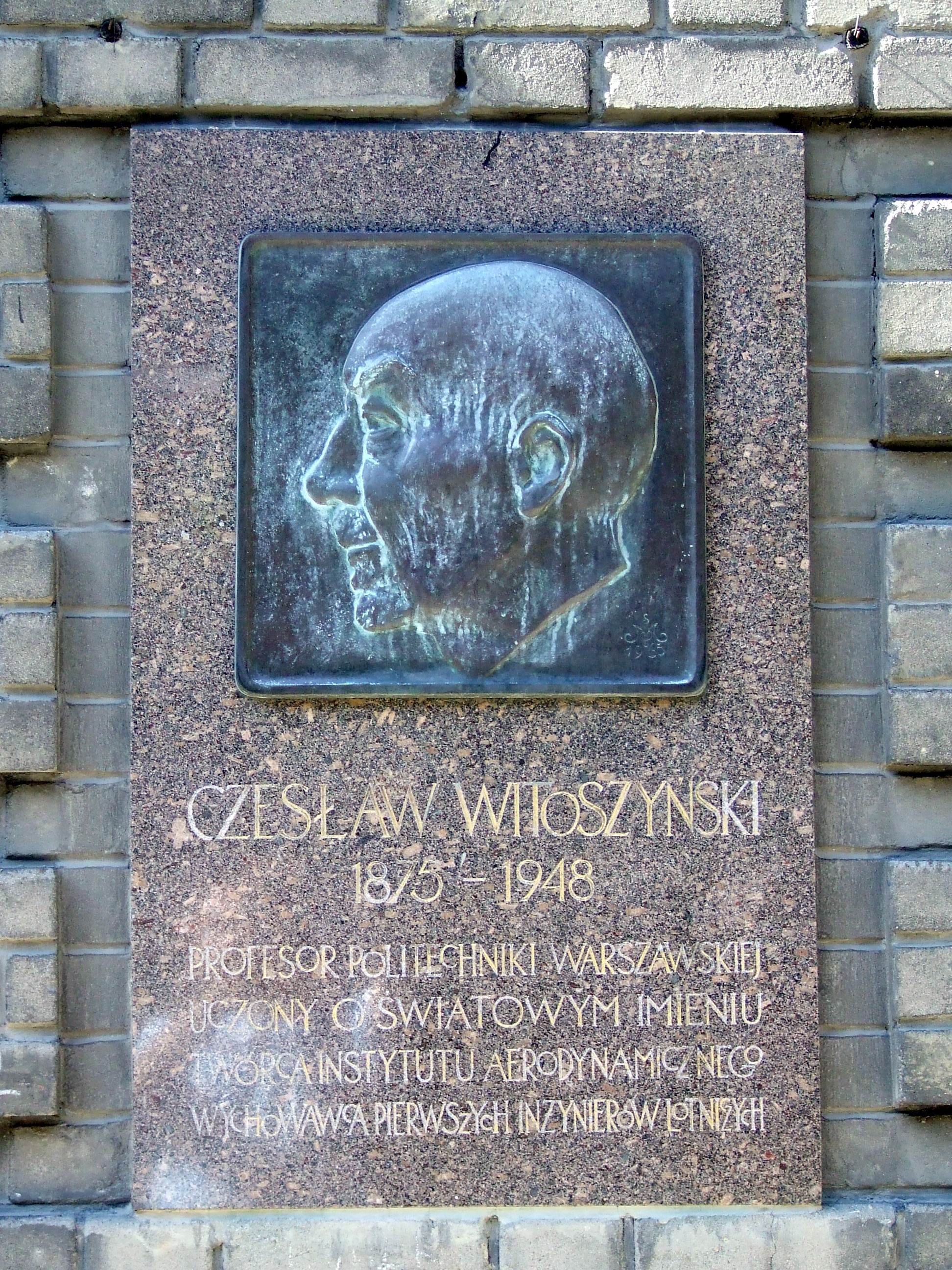
Tablica upamiętniająca Czesława Witoszyńskiego na Politechnice Warszawskiej

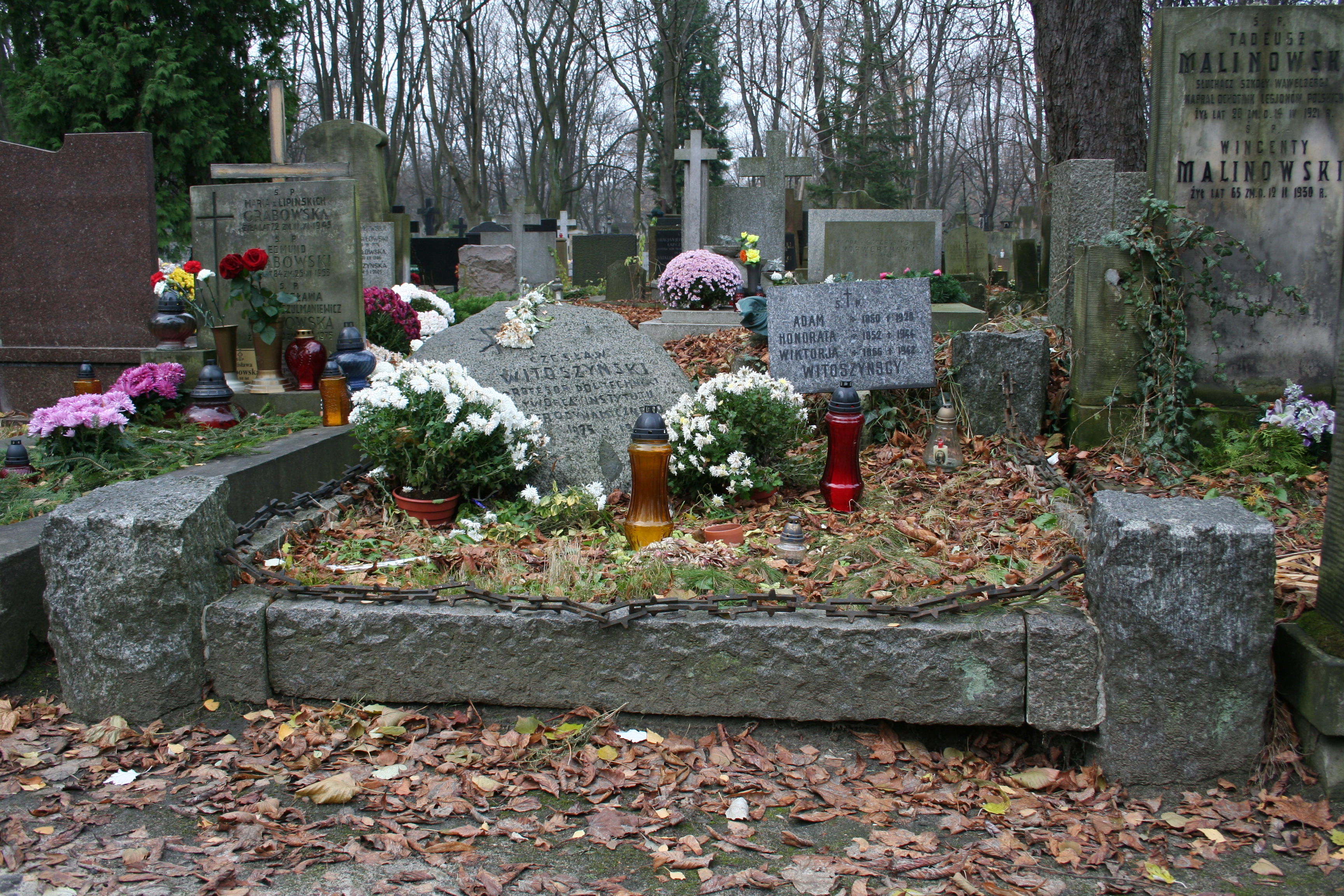
Grób Czesława Witoszyńskiego na warszawskich Powązkach

Czesław Maciej Witoszyński (ur. 24 lutego 1875 w Horoszkach, zm. 13 września 1948 w Łodzi) – polski inżynier mechanik, konstruktor maszyn, profesor aerodynamiki, nazywany ojcem polskiego lotnictwa.

## Początki kariery zawodowej
Urodził się na Podlasiu, w rodzinie Adama Piecewicza-Witoszyńskiego i Honoraty z Szumerów. Ukończył gimnazjum filologiczne w Częstochowie. W latach 1893–1897 studiował na Wydziale Matematyki Uniwersytetu w Petersburgu, gdzie zainteresował się mechaniką stosowaną. Następnie wyjechał na dalsze studia (1897–1899) do Belgii na Uniwersytet w Liège (sekcja mechaniczna Fakultetu Technicznego), gdzie zdobył dyplom inżyniera mechanika z wyróżnieniem.
Po studiach wrócił do Polski i osiadł w Warszawie, gdzie w latach 1899–1907 pracował jako konstruktor w fabryce maszyn i konstrukcji stalowych Borman i Szwede.
W 1907 roku wraz z Wacławem Brandlem założył fabrykę pomp, późniejsze Wafapomp, która działała do 1917.
Pierwsza publikacja Witoszyńskiego ukazała się w 1909 w „Przeglądzie Technicznym” i dotyczyła pomp (O podnoszeniu wody powietrzem ścieśnionym). W międzyczasie Witoszyński zainteresował się rodzącym się lotnictwem.
W latach 1907–1915 był wykładowcą w Średniej Szkole Mechaniczno-Technicznej im. H. Wawelberga i S. Rotwanda. W 1913 w ramach Wykładów dla Inżynierów wykładał o pompach na Wydziale Technicznym Towarzystwa Kursów Naukowych w Warszawie.

## Działalność związana z Politechniką Warszawską
Czesław Witoszyński był współorganizatorem powstającej w 1915 roku Politechniki Warszawskiej. 14 maja 1919 został mianowany profesorem zwyczajnym, a w latach 1916–1921 był dziekanem Wydziału Budowy Maszyn i Elektrotechniki. W 1922 otworzył pierwsze w Polsce regularne studia lotnicze (Grupa Lotnicza na Wydziale Mechanicznym). Był opiekunem Sekcji Lotniczej Koła Mechaników Studentów Politechniki Warszawskiej. W latach 1923–1925 powstały tam pierwsze szybowce Sekcji i pierwsze samoloty RWD.
Dzięki wsparciu Stefana Drzewieckiego zajął się projektowaniem i konstrukcją polskich szybowców, co możliwe było dzięki zbudowaniu tunelu aerodynamicznego. W latach 1922–1925 powstały tu pierwsze szybowce i samoloty RWD.
Z inicjatywy profesora Witoszyńskiego w 1925 roku rozpoczęto budowę Gmachu Aerodynamiki dla przyszłego Instytutu Aerodynamicznego Politechniki Warszawskiej, który staraniem Witoszyńskiego powstał w 1927 roku. W latach 1927–1939 Instytut pod kierownictwem profesora Witoszyńskiego stał się głównym polskim ośrodkiem badawczym z zakresu aerodynamiki, który pracował dla potrzeb krajowego i zagranicznego przemysłu lotniczego. Był to również ważny ośrodek szkolenia kadr lotniczych. Powstało w nim pięć tuneli aerodynamicznych. Instytut miał swój wkład do nadania optymalnych kształtów samolotom RWD i PZL, m.in. zwycięskim w Challengach RWD-6 i RWD-9, nowoczesnemu bombowcowi PZL-37 Łoś oraz szybowcom. Badano w nim liczne nowe profile, m.in. profil laminarny Jerzego Dąbrowskiego do Łosia, czy też hamulce aerodynamiczne IAW do szybowca Orlik Olimpijski.
Z Instytutem związane były między innymi takie postacie jak Stefan Neumark, Julian Bonder, Piotr Szymański, Zdzisław Rytel, Jerzy Bukowski i Czesław Bieniek, którzy zostali później profesorami wyższych uczelni.
W latach 1934–1935 rozbudowano Instytut, a liczba tuneli aerodynamicznych zwiększyła się do dziewięciu. W 1935 został laureatem Nagrody Miasta Łodzi za wybitne zasługi w dziedzinie lotnictwa.

## Dorobek naukowy
Profesor Witoszyński jest autorem kilku podręczników akademickich (Hydraulika, Aerodynamika), wielu artykułów oraz rozpraw naukowych. Część z jego prac została przetłumaczona na język angielski, rosyjski i francuski. Publikacje naukowe profesora z zakresu aerodynamiki dotyczyły głównie profili lotniczych, śmigieł i powstawania siły nośnej w powietrzu.
W latach 1927–1939 redagował siedem zeszytów serii wydawniczej Prace Instytutu Aerodynamicznego w Warszawie.
W 1957 roku staraniem Wydziału IV Polskiej Akademii Nauk zostały wydane Prace wybrane Witoszyńskiego.
Materiały archiwalne Czesława Witoszyńskiego znajdują się w PAN Archiwum w Warszawie pod sygnaturą III-41.

## Organizowanie życia naukowego
Profesor Witoszyński czynnie udzielał się również w zakresie organizowania życia naukowego dotyczącego techniki. Od 1920 roku był członkiem Akademii Nauk Technicznych, a w latach 1923–1928 jej sekretarzem generalnym. Od 1930 był członkiem Towarzystwa Naukowego Warszawskiego. Od 1937 był członkiem Polskiej Akademii Umiejętności, a od 1934 roku członkiem amerykańskiego Institute of the Aeronautical Sciences. Witoszyński był również członkiem komitetu organizacyjnego Polskiego Towarzystwa Żeglugi Powietrznej (1917) i brał czynny udział w międzynarodowych Kongresach Mechaniki Stosowanej i Kongresach Aeronautycznych. W roku 1933 został członkiem Tymczasowego Komitetu Doradczo-Naukowego.

## Czasy wojny
Po wybuchu II wojny światowej mieszkał na terenie zajętego przez Niemców Instytutu i był jego administratorem. Pomimo że starał się opóźnić uruchomienie zniszczonych w 1939 tuneli aerodynamicznych, w 1942 został przez Państwo Podziemne skazany na infamię. Po powstaniu warszawskim znalazł się w obozie przejściowym w Pruszkowie.

## Po wojnie
Z zarzutów o kolaborację został uwolniony w 1946 przez powołaną specjalnie komisję Uniwersytetu Łódzkiego i Politechniki Łódzkiej. Po wojnie przeniósł się do Łodzi, gdzie zorganizował Wydział Lotniczy na Politechnice Łódzkiej i w 1945 objął tam i do śmierci utrzymał kierownictwo Katedry Aerodynamiki, zajmując się problemami aerodynamiki naddźwiękowej.
Był współzałożycielem Podlaskiej Wytwórni Samolotów w Białej Podlaskiej
Czesław Witoszyński spoczywa na cmentarzu Powązkowskim w Warszawie (kwatera 222-1-18,19).

## Publikacje (wybór)
- Teoria skrzydeł latawca, 1915 (cykl artykułów)
- Wybór profilów lotniczych, 1921-22 (cykl artykułów)
- Części maszyn, (1921)
- Hydraulika, (1921)
- Maszyny wodne i pompy, (1921)
- Aerodynamika, (1928)
- Prace wybrane, 1957

## Ordery i odznaczenia
- Krzyż Komandorski Orderu Odrodzenia Polski (9 listopada 1926)[10][11]